# Unexpected (film)
Unexpected is een Amerikaanse film uit 2015 onder regie van Kris Swanberg. De film ging in première op 25 januari op het Sundance Film Festival in de U.S. Dramatic Competition.

## Verhaal
Samantha is een lerares wetenschappen in een middelbare school. Nadat ze onvoorzien zwanger wordt, vraagt haar vriend John haar ten huwelijk. Ze twijfelt over het inruilen van haar loopbaan voor het voltijdse ouderschap. Tegelijk is ook Samantha’s slimste studente Jasmine onverwachts zwanger. Door deze beide zwangerschappen ontwikkelen beide vrouwen een ongewone band.

## Rolverdeling
| Acteur             | Personage       |
| ------------------ | --------------- |
| Cobie Smulders     | Samantha Abbott |
| Anders Holm        | John            |
| Gail Bean          | Jasmine         |
| Elizabeth McGovern | Carolyn         |